# Канкрин, Егор Францевич
Граф (с 22 сентября 1829 года) Его́р Фра́нцевич Канкри́н (нем. Georg Ludwig Cancrin; 16 (27) ноября 1774 — 10 (21) сентября 1845) — русский государственный деятель и экономист немецкого происхождения. Генерал, состоящий при Особе Его Величества, генерал от инфантерии (1828), министр финансов России в 1823—1844 годах. Сенатор (1823), .
В 1839—1843 годах провёл денежную реформу, установившую систему серебряного монометаллизма. К заслугам Канкрина принадлежит также обмен всех ассигнаций на государственные кредитные билеты, обменивающиеся на золото и серебро, а также эмиссия платиновой монеты. Приверженец протекционизма, но только с обязательным развитием экономической конкуренции внутри страны, в связи с чем был противником развития государственных фабрик, розничных банков, железных дорог и т. д., подрывающих возможность конкуренции между собой аналогичных частных. Был сторонником после выкупа государством крестьян и земли у помещиков использования потенциала крестьянской общины для развития сельского хозяйства в направлении создания там, где это возможно, крупных коллективных хозяйств. Его последователями считали себя И. А. Вышнеградский, С. Ю. Витте, экономисты-народники, а также многие российские учёные в области полицейского права.

## Происхождение
Предки рода графов Канкриных первоначально носили фамилию Кребс (Krebs или Kräps), что в переводе с немецкого означает «рак». В 1636 году один из Кребсов — лютеранский пастор Самуэль Кребс — перевёл свою фамилию на латынь и стал писаться Cancerinus; позднее фамилия трансформировалась в Cancrinus и, наконец, в Cancrin. Фамильное прозвание нашло отражение в родовом гербе графов Канкриных, в первом и четвёртом полях которого изображён рак.

## Ранние годы

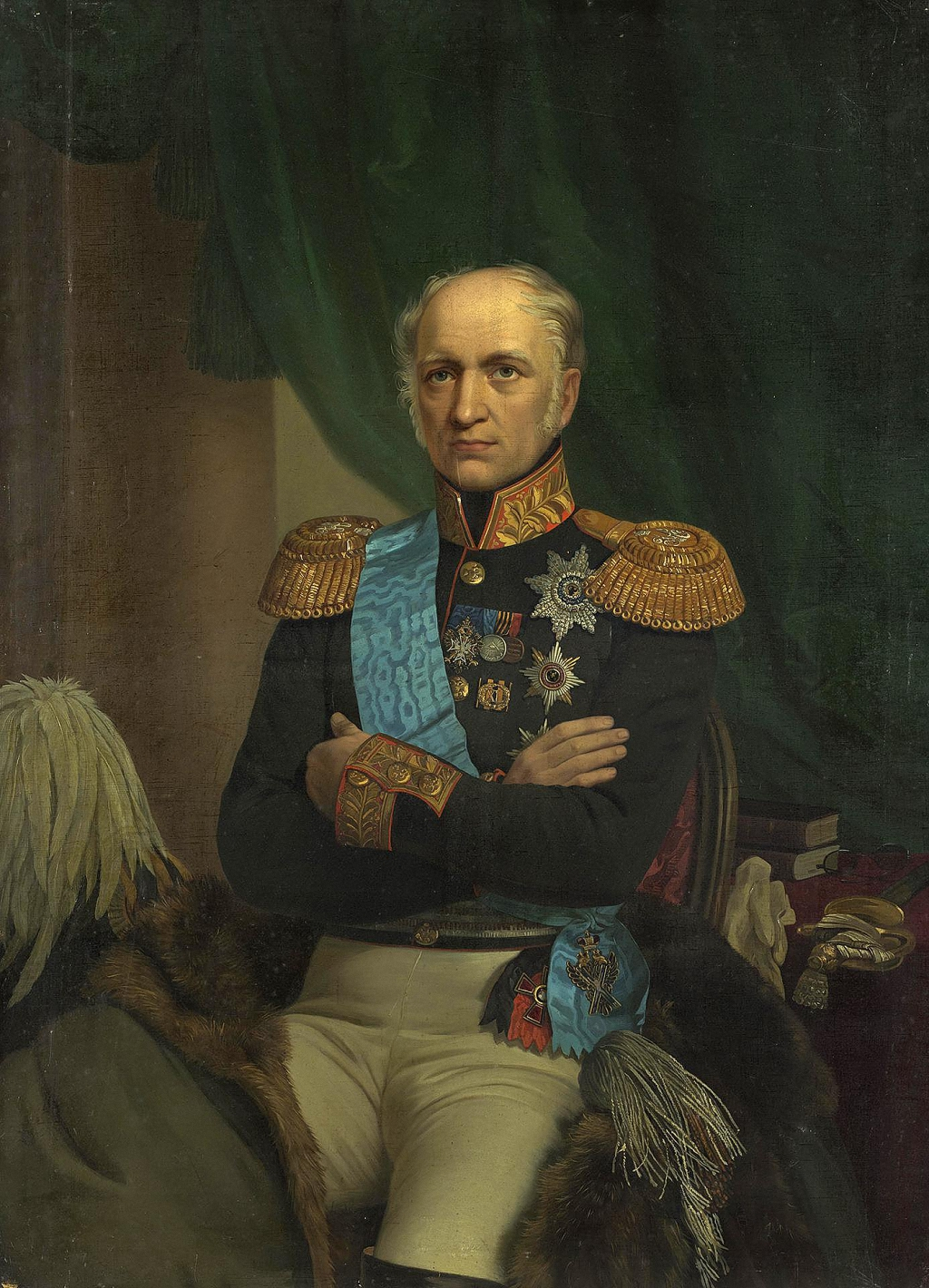
Портрет Е. Ф. Канкрина — художник Е. И. Ботман

Георг Людвиг Канкрин родился 16 (27) ноября 1774 года (хотя сам всегда праздновал день рождения 26 ноября, соединяя его с именинами) в городе Ханау (близ Франкфурта-на-Майне) ландграфства Гессен-Кассель (Германия). Его прадед был пастором, а дед  — горным чиновником. Отец, Франц Людвиг Канкрин, был известен как учёный-минералог и инженер. Ряд исследователей полагают, что Канкрин имел еврейское происхождение, как минимум частично. В частности, Бенджамин Дизраэли в своём романе «Coningsby» писал о встрече главного героя (прототипом которого являлся Натан Ротшильд) с Канкриным в Петербурге: «По прибытии я, встретившись с российским министром финансов, графом Канкриным, созерцал сына литовского еврея…». Другие же исследователи отрицали наличие у Канкрина еврейских корней.
Франц Людвиг Канкрин в 1784 году получил приглашение графа П. А. Румянцева-Задунайского, перешёл на российскую государственную службу и служил в Берг-коллегии, а затем получил в управление соляные прииски в Старой Руссе, оставив сына на родине. В 1788 году для лечения и научных работ вернулся на родину. Но жалование в России за ним было сохранено. Через восемь лет, в 1796 году окончательно переселился в Россию.
Классическое образование Е. Ф. Канкрин получил в Германии. Учился сначала в Гисенском университете, потом перевёлся в Марбургский университет. Изучал  юридические и политические науки. Завершил образование в 1794 году; получил степень доктора права. Приобрёл знания в естественных науках, в инженерном деле, занимался философией и литературой. После защиты диссертации поступил на службу к герцогу Ангальт-Бранденбургскому, где достиг звания советника правления.
Канкрин в 1797 году приехал в Россию к отцу и был назначен его помощником; отец в это время был директором солеварен в Старой Руссе. После ссоры с отцом он некоторое время работал бухгалтером, а затем секретарём у предпринимателя Абрама Перетца.
В 1800 году искушенному государственному деятелю  графу И. А. Остерману попалась на глаза записка Канкрина «Об улучшении овцеводства в России», который по достоинству оценил способности автора, и вскоре Канкрин в чине надворного советника получает должность заместителя управляющего солеварнями в Старой Руссе. В ноябре 1803 года переведён в Министерство внутренних дел советником экспедиции государственных имуществ по отделению соляных дел. В 1804 году ему был пожалован перстень с алмазами, в 1805  году — чин статского советника, а в 1808 году — орден Святой Анны II степени. В 1809 году назначен инспектором немецких колоний Санкт-Петербургской губернии.

## Возвышение в эпоху Наполеоновских войн. Генерал-интендант Русской армии
По сведениям генерала от кавалерии Богушевского, служил комиссионером по продовольственной части при русской армии в Польше и Восточной Пруссии во время войны Четвёртой коалиции.
Написанные на основе личного опыта войны первые его экономические сочинения — «Fragmente über die Kriegskunst nach militärischer Philosophie» (1809) и «Über das System und die Mittel zur Verpflegung der grossen Armeen», оставшееся ненапечатанным, обратили на него внимание немецких генералов, окружавших императора Александра I. По рекомендации одного из них, Пфуля, Канкрин в чине действительного статского советника был назначен в 1811 году помощником генерал-провиантмейстера, в 1812 году — генерал-интендантом 1-й Западной армии, в 1813-м — генерал-интендантом действующей русской армии. Во многом благодаря проявленной им распорядительности русские войска во время боевых действий на своей и чужой территории не нуждались в продовольствии. 1 декабря 1812 года его переименовали в генерал-майоры, 30 августа 1815 года он получил чин генерал-лейтенанта, 25 июня 1826 года — генерала от инфантерии.
На нём лежали также все обязанности по ликвидации военных расчётов между Россией и другими государствами. Из 425 миллионов рублей, планировавшихся на ведение войны, в 1812—1814 годах было израсходовано менее 400 миллионов. Это было редчайшее событие для страны, обычно заканчивавшей военные кампании с большим финансовым дефицитом. Ещё успешнее организовал Канкрин продовольственное обеспечение русских войск во время заграничного похода 1813—1814 годов. Союзники требовали от России за полученные русской армией продукты огромную сумму в 360 миллионов рублей. Благодаря искусным переговорам Канкрину удалось сократить эту цифру до 60 миллионов. Но кроме экономии средств, Канкрин строго следил за тем, чтобы всё имущество и продовольствие полностью и вовремя доходило до армии, боролся со взяточничеством и хищениями. Эта деятельность, нетипичная для интендантского ведомства того времени, сыграла значительную роль в обеспечении вооружённых сил России всем необходимым и в конечном счёте способствовала победе над сильным врагом. За эту деятельность Е. Ф. Канкрин был награждён в 1813 году орденом Св. Анны I степени.
За время своего управления продовольствием армии (1812—1824) он представил отчёт о положении продовольственной части, рисующий её в довольно мрачных красках. Назначенный в 1820 году членом Военного совета, он написал «Weltreichtum, Nationalreichtum und Staatswirthschaft» и «Über die Militär-Ökonomie im Frieden und Kriege und ihr Wechselverhältniss zu den Operationen» (1820—1823). В первом труде он, в частности, подверг резкой критике действия министра финансов Д. А. Гурьева по изъятию из обращения части ассигнаций. В. Рошер причисляет Канкрина к сторонникам русско-немецкой школы в области политической экономии и характеризует его направление как реакцию против учения А. Смита.

## Работа на посту министра
Своим научным взглядам старался быть верным и в должности министра финансов, к которой был призван в 1823 году, на место графа Гурьева, и занимал до 1844 года. Никто из российских министров финансов так долго не оставался на этом месте. За этот период вполне сложилась и достигла своего апогея финансовая система, первым основанием которой послужило введение подушной подати. Сословная по характеру, она была построена всецело на обложении наименее имущих податных классов. Когда Канкрин занял свой пост, следы Отечественной войны 1812 года и последующих войн были ещё весьма заметны. Население многих губерний было разорено, долги правительства частным лицам платились неаккуратно; внешний долг был огромным, равно как и бюджетный дефицит. С именем Канкрина тесно связаны восстановление металлического обращения, укрепление протекционной системы и улучшение государственной отчётности и счетоводства. Прекратив изъятие ассигнаций из обращения путём заключения иностранных займов, Канкрин направил свои усилия на фиксирование ценности ассигнационного рубля, колебавшейся между 350—380 копейками за серебряный рубль. В некоторых местностях, однако, ценность звонкой монеты возвышалась так называемым «простонародным лажем», доходившим до 27 % (см. Ассигнации). Так как восстановление номинальной стоимости ассигнаций не представлялось возможным, то решено было произвести девальвацию. Переходной ступенью было учреждение депозитной кассы (1839), выпускавшей депозитные билеты, обеспеченные рубль за рубль серебром; затем взамен ассигнаций в 1841 году были выпущены кредитные билеты и, наконец, в 1843 году — государственные кредитные билеты.

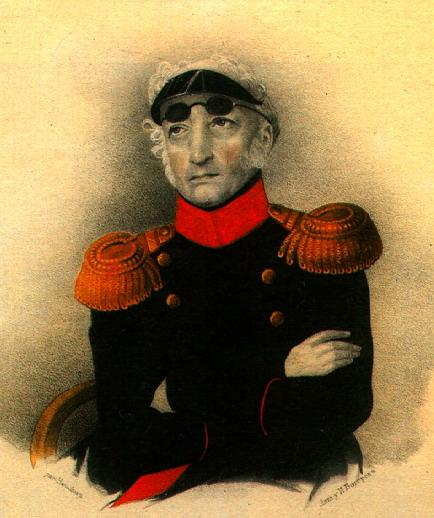
Е. Ф. Канкрин (акварель Нечаева)

Денежная единица была принята крупная — рубль, хотя это был удобный момент для перехода к мелкой денежной единице. В таможенной политике Канкрин строго придерживался протекционизма. После тарифа 1819 года, который, по словам Канкрина, убил в России фабричное производство, правительство  вынужденно прибегло к тарифу 1822 года, составленному не без участия Канкрина. За время его управления министерством финансов состоялись частные повышения окладов тарифа, завершившиеся в 1841 году общим его пересмотром. В заградительных таможенных пошлинах Канкрин видел не только средство покровительства русской промышленности, но также и способ получения дохода с лиц привилегированных, свободных от прямых налогов. Понимая, что именно при системе протекционизма особенно важно поднятие общего технического образования, Канкрин основал в Санкт-Петербурге Технологический институт и способствовал изданию полезных сочинений в этой области. Он заботился также об улучшении отчётности и внесении большего порядка в финансовое управление. До него смета о предстоящих доходах и расходах представлялась в Государственный совет весьма неаккуратно и в крайне несовершенной форме, а отчёт о расходах уже исполненных — лишь через несколько лет; о расходах 1812 и 1813 годов совсем не было представлено отчёта. Канкрин принял меры к исправлению этого недостатка.
Местная финансовая администрация мало привлекала к себе внимание министра и оставалась весьма неудовлетворительной. Усилиями Канкрина улучшено металлическое производство на казённых заводах, увеличена добыча золота. Стремясь к поднятию фабричной и заводской промышленности, он упускал из виду сельскохозяйственные промыслы и вообще сельское хозяйство. В начале своей деятельности он интересовался судьбой казённых крестьян и для противодействия малоземелью предполагал расселять их, но затем был отвлечён другими делами, вследствие чего император Николай I признал необходимым выделить управление государственными имуществами из ведомства министерства финансов и поручить его особому министерству (1837). За время управления Канкрина сумма прямых налогов была увеличена на 10 млн руб. серебром путём привлечения инородцев к платежу подушной подати и пересмотра налога на право торговли. В 1842 году был увеличен гербовый сбор. Взамен государственной монополии (с 1818 года) на продажу вина, понижавшей сборы и оказывавшей деморализующее влияние на чиновничество, Канкрин ввёл откупную систему, выгодную в финансовом отношении (по сравнению с 1827 годом питейный доход увеличился на 81 млн руб.), но ещё более вредную для народной нравственности. При Канкрине был введён акциз на табак. Учреждение в России частных банков Канкрин не допускал, опасаясь развития в стране искусственных капиталов, могущих принести вред частным лицам. На том же основании он был противником устройства сберегательных учреждений. Даже от казённых банков он не ожидал пользы. Стремясь к сведению росписи без дефицита путём сбережений в расходах, Канкрин сначала успел достигнуть уменьшения расходов по военному ведомству; но так как частичные изменения далеко не приводили к желанным результатам, он добился в 1836 году установления нормальной сметы государственных расходов. Политические обстоятельства, однако, влекли за собой новое увеличение расходов, для покрытия которых приходилось обращаться к заимствованиям из казённых банков, выпуску в обращение билетов государственного казначейства (серий) и внешним займам. Однако и в затруднительных обстоятельствах он ни разу не прибегал к выпуску неразменных бумажных денег (ассигнаций). В конце концов Канкрин, хотя и стоявший по образованию гораздо выше многих современных ему государственных деятелей, не создал своей особой финансовой системы. Частные улучшения, им достигнутые, рушились с его уходом и особенно с наступлением реформ, заставших государственное хозяйство врасплох. Вся деятельность Канкрина проникнута одним коренным противоречием: с одной стороны, высоким тарифом поддерживалось фабричное производство, с другой — налогами, ложившимися на массу народа, уничтожался внутренний рынок.
Тем не менее проведение реформы позволило установить в России стабильную финансовую систему, сохранявшуюся вплоть до начала Крымской войны.
Во время заведования министерством финансов Канкрин обращал особенное внимание на казённые леса, но не имея возможности управиться со всей их «необъятной массой», принужден был распределить эти леса, смотря по частному их назначению, между разными ведомствами. Для лесов, предназначенных снабжать древесными материалами горные заводы, составлена самим Канкрином (на немецком языке) известная «Инструкция об управлении лесной частью на горных заводах хребта Уральского, по правилам лесной науки и доброго хозяйства», русский перевод которой опубликован в 1830 году. Эта инструкция должна была заменить собой на время Лесной Устав и служить «руководством к исполнению существующих узаконений». Она представляет собой очень хороший для того времени учебник лесного хозяйства. «Науку лесного хозяйства» на заводах Канкрин считал не менее важной, чем собственно горные науки. Вместе с тем инструкция касается и многих частных вопросов, например, о возвращении дубовых низкоствольников на корье для дубления кож. При Канкрине было создано Алешковское лесничество, призванное сдерживать расширение Алешковских песков — крупнейшего песчаного массива в Европе.
1 января 1832 года был награждён орденом Андрея Первозванного
за 8-летнее управление министерством Финансов, отличную благоразумную попечительность и непоколебимое рвение к благоустройству сей важной части Государственного управления, за многие полезные предначертания, точное исполнение оных и бдительный надзор, при коих доходы Государства, при всех обстоятельствах, не только удержаны от упадка, но и важные, чрезвычайные расходы по войнам с Персией и Турцией и по неожиданным событиям в Царстве Польском и в западных губерниях, успешно удовлетворены, мануфактуре и промышленности отечественным дано быстрое, полезное направление.

22 апреля 1834 года получил алмазы к ордену
за неутомимые труды и благоразумную распорядительность в продолжении 11-летнего управления министерства Финансов.
3 апреля 1838 года был удостоен звания генерала, состоящего при Особе Его Величества.

Когда в 1840 году Канкрин попросил у Николая I об отставке, тот ответил: 
Ты знаешь, что нас двое, которые не можем оставить своих постов, пока живы: ты и я.
По должности министра финансов Канкрин был главноуправляющим Корпусом горных инженеров. Входил в состав Комитета по делам Закавказского края и Комитета об устроении Петербурго-Московской железной дороги.
В 1838 году был приглашён преподавать финансы наследнику престола, будущему императору Александру II.
Канкрин был почётным членом Императорской академии наук, Санкт-Петербургского и Харьковского университетов, Санкт-Петербургского минералогического общества, Московского общества любителей коммерческих знаний, Московского общества испытателей природы и Курляндского общества любителей литературы и художеств.
Ушёл в отставку по болезни и возрасту в 1844 году. Незадолго до смерти, находясь за границей, Канкрин написал последнее (по мнению некоторых критиков, самое слабое) своё сочинение: «Die Oekonomie der menschlichen Gesellschafen und das Finanzwesen», опубликованное в Париже в 1845 году. Впервые на русском языке в России опубликовано в журнале «Библиотека для чтения» в 1846 г. под названием «Экономия человеческих обществ и состояние финансов».
Скончался в 1845 году в Павловске. Похоронен в Петербурге на Смоленском лютеранском кладбище (уч. 36, Гранитная горка).

### Критика

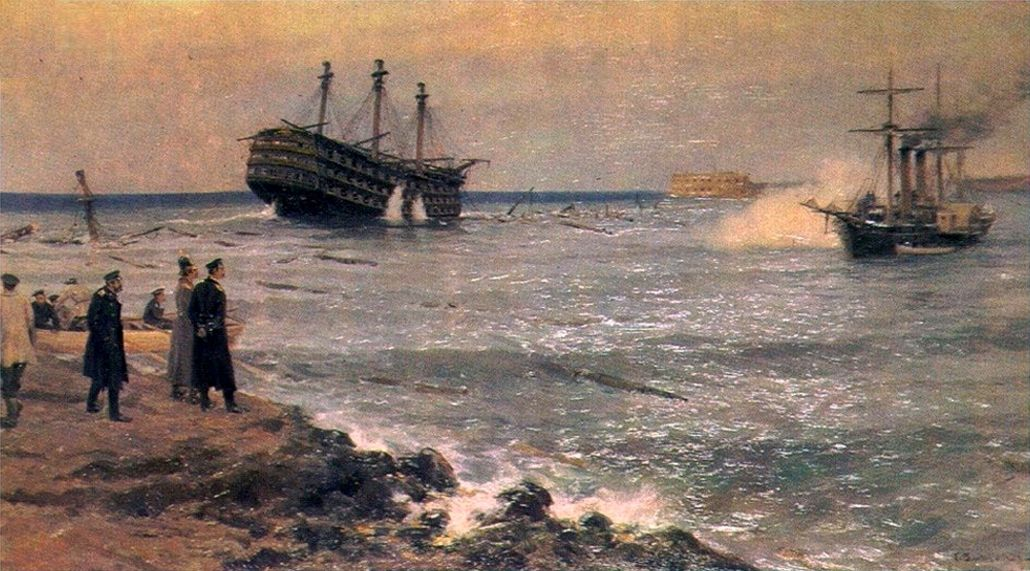
Иван Владимиров, «Затопление кораблей Черноморского флота на Севастопольском рейде 11 сентября 1854 года»: технологическая отсталость — прямое следствие политики сдерживания развития промышленности

Дарон Аджемоглу и Джеймс Робинсон в книге «Почему одни страны богатые, а другие бедные», проанализировав экономическую политику Российской империи времен Николая I, пришли к выводу, что она была направлена на сдерживание развития промышленности, поскольку Николай I и его идеологический сторонник Канкрин видели в этом развитии потенциальную угрозу существующему порядку. Целью политики Канкрина было укрепление традиционных политических опор режима, прежде всего помещичьей аристократии. Он закрыл Государственный коммерческий банк, который должен был давать кредиты на строительство фабрик, и передал его средства Государственному заёмному банку, выдававшему займы помещикам. Канкрин, так же как и император Австрийской империи Франц II, ограничивал строительство железных дорог, раз за разом отвергая предложения иностранных предпринимателей по их строительству, и противился развитию промышленности. В 1838 году во время годового отчета правительства он заявил следующее: 
Железные дороги — это не всегда следствие естественной необходимости, а чаще предмет искусственных нужд и роскоши. Они побуждают к ненужным перемещениям с места на место, весьма характерным для нашего времени.
До 1842 года в России существовала только одна короткая железнодорожная линия — Царскосельская железная дорога. Понимание неправильности этого подхода пришло только после болезненного поражения Российской империи в Крымской войне, где её экономическая отсталость проявилась в полной мере: гужевой транспорт и деревянные корабли столкнулись с железными дорогами и пароходами.
Историк Сергей Нефёдов в своей книге «Как Россия отстала» не соглашается с Аджемоглу и Робинсоном по поводу взглядов Канкрина. Нефёдов утверждает, что Канкрин занимал антидворянскую позицию и выступал за отмену крепостного права, предложив в 1818 году соответствующий проект правительству России. Но в то же время министр не считал российскую промышленность отстающей, не видел потребности в освобождении рабочей силы, и повышал спрос на отечественную продукцию принятием высоких таможенных пошлин.

## Семья

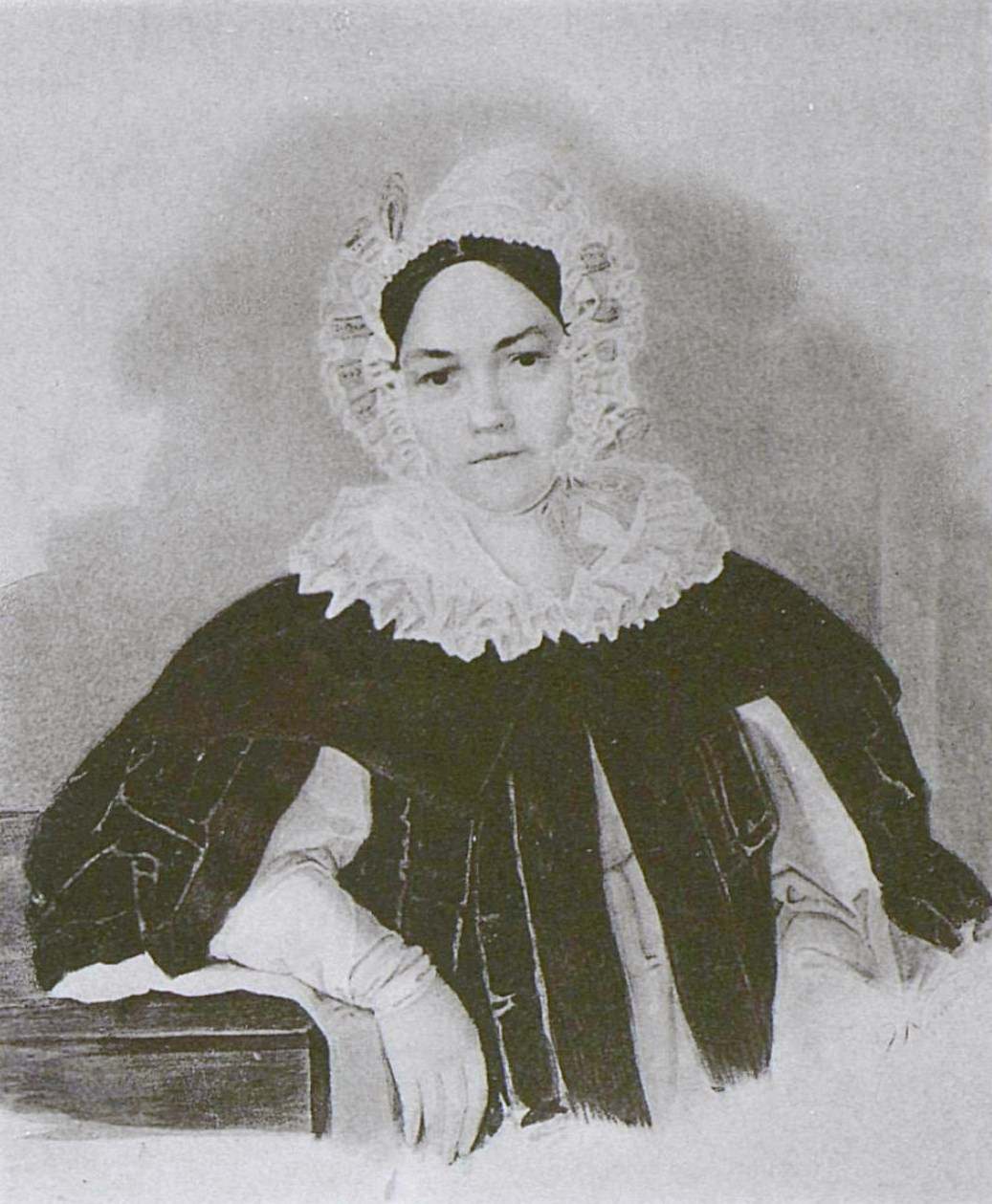
Екатерина Захаровна, жена

Канкрин был примерным семьянином, любящим и любимым мужем и отцом.
Жена (с 1816 года) — Екатерина Захаровна Муравьёва (15.10.1795 — 10.09.1849), воспитанница Барклая-де-Толли, дочь его кузины Елизаветы Карловны Поссе (1761—1815) от брака с Захаром Матвеевичем Муравьёвым (1759—1832); сестра декабриста Артамона Муравьёва. Несмотря на разницу лет супругов, брак их был счастливым. Канкрин нежно любил жену и называл её по отчеству — «Сахаровной», выговаривая это слово на немецкий лад. По свидетельству современников, в молодости графиня Канкрина была очень хороша собою, ум имела недалекий и была склонна к сентиментальности. С годами чрезвычайно, до уродства, растолстела. По словам Бартенева, она была «толста и нездорова» и, по свидетельству Муромцева, «любила составить партию в вист». С 1823 года — кавалерственная дама ордена Св. Екатерины (малого креста). Если верить запискам барона М. Корфа, истинной причиной решимости Канкрина оставить службу в 1840 году было «огорчённое желание его жены». Она оскорблялась, что её не жалуют в статс-дамы, чего, однако же, она не удостоилась и до конца своих дней. «Графиня Екатерина Захаровна была женщина добрая, но ветреная и не всегда осторожная на язык, и император никогда её не жаловал». Скончалась в сентябре 1849 года в Павловске, день в день через четыре года после смерти мужа. В браке имела семь детей, шесть из которых (две дочери и четыре сына) выжили:
- Валериан (1820—1861), генерал-майор, генерал-кригскомиссар Военного министерства.
- Елизавета (1821—1883), фрейлина, с 1843 года жена графа И. К. Ламберта (1809—1879).
- Зинаида (1821—1891), фрейлина, с 1844 года жена графа Александра Андреевича Кейзерлинга (1815—1891).
- Александр (1822—1891), гвардии капитан, Александровский уездный предводитель дворянства.
- Виктор (1825—1882), гвардии полковник, профессор, основоположник степного лесоразведения; внук Иван — в 1908—1912 годах — бессарабский губернатор.
- Оскар (1831—1875)

В 1817 году граф Канкрин стал крёстным у своего адъютанта, крестил его первого сына — Петра Шумахера, впоследствии известного поэта-сатирика крайне левых взглядов. В молодые годы (в конце 1830-х годов) Шумахер исполнял особые поручения графа Канкрина, управляя сибирскими золотыми приисками, и был личным представителем министра финансов по Иркутской губернии.

## Награды

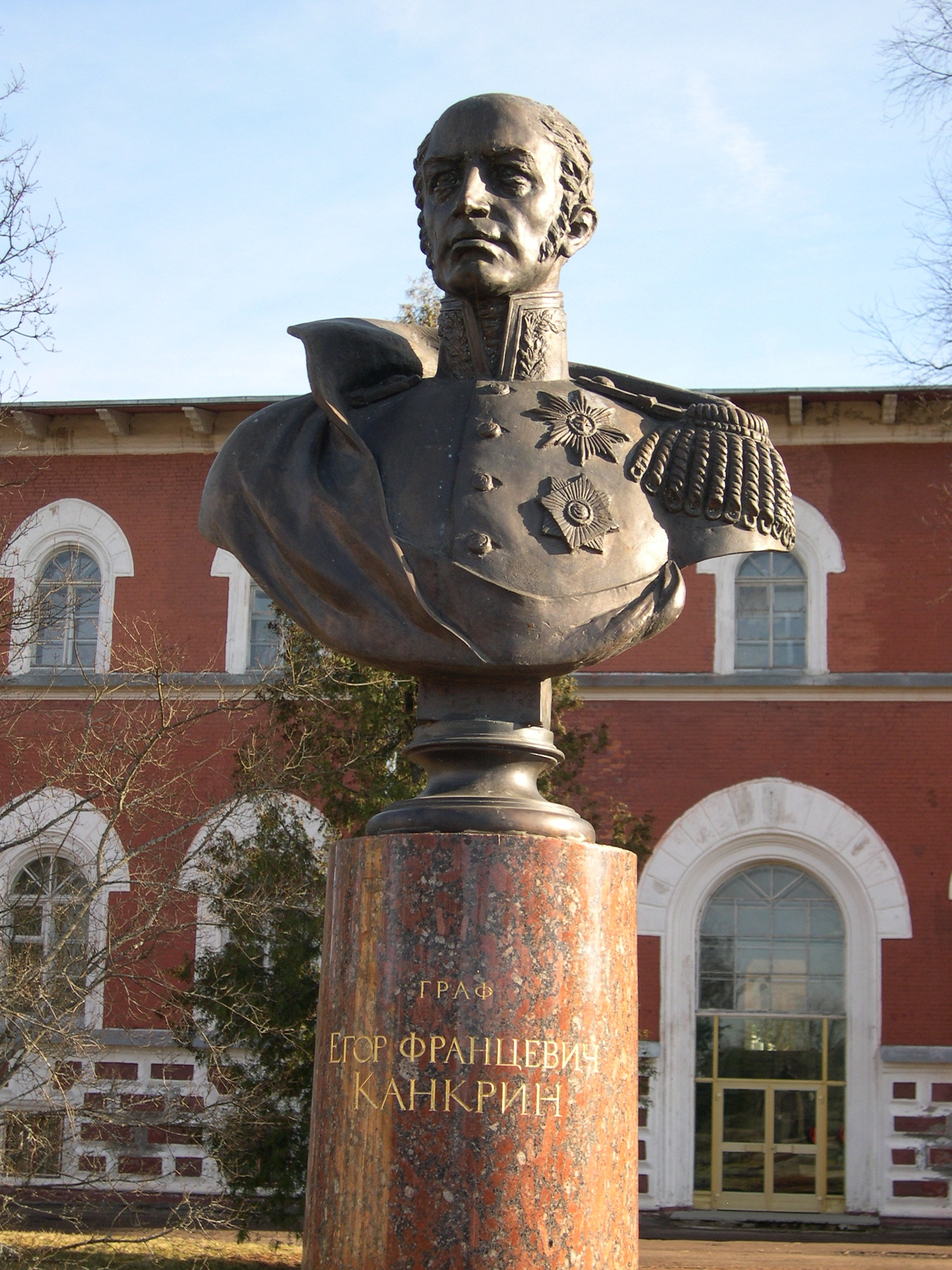
Памятник генералу Е. Ф. Канкрину в посёлке Лисино-Корпус

- Орден Святой Анны 2-й степени (30.07.1808)
- Орден Святого Владимира 3-й степени (17.01.1813)
- Орден Святой Анны 1-й степени (11.04.1813)
- Орден Святого Владимира 2-й степени (08.01.1814)
- Орден Святого Александра Невского (01.01.1824)
- Орден Святого Владимира 1-й степени (22.08.1826)
- Орден Белого орла (Царство Польское, 29.02.1828)
- Алмазные знаки к ордену Святого Александра Невского (24.06.1829)
- Орден Святого апостола Андрея Первозванного «За 8-летнее управление министерством Финансов, отличную благоразумную попечительность и  непоколебимое рвение к благоустройству сей важной части Государственного  управления, за многие полезные предначертания...» (01.01.1832)
- Алмазные знаки к ордену Святого апостола Андрея Первозванного «За неутомимые труды и благоразумную распорядительность в продолжении 11-летнего управления министерства Финансов» (22.04.1834)
- Знак отличия беспорочной службы за XXV лет (22.08.1828)
- Знак отличия беспорочной службы за XXX лет (22.08.1830)
- Знак отличия беспорочной службы за XXXV лет (22.08.1835)
- Знак отличия беспорочной службы за XL лет (22.08.1841)

Иностранные:
- Австрийский орден Леопольда, большой крест (1815)
- Баварский Орден Гражданских заслуг Баварской короны, большой командорский крест (1815)
- Прусский Орден Красного орла 1-го класса (1816)
- Саксонский Орден Гражданских заслуг, большой крест (1816)
- Прусский орден Чёрного орла (1843)

## Память о Е. Ф. Канкрине
- 28 ноября 1878 года император Александр III учредил пять стипендий имени основателя Санкт-Петербургского практического технологического института графа Е. Ф. Канкрина в 360 руб. каждая[38].
- В честь Е. Ф. Канкрина, большого любителя растений и покровителя российских ботаников, русские учёные Карелин и Кирилов назвали род растений Канкриния (Cancrinia Kar. & Kir.) из семейства Астровые
- А. К. Циволька в 1835 году назвал открытые им мыс и залив к северу от пролива Маточкин Шар в честь Канкрина (на восточном берегу Новой Земли)[39][40].
- На карте Г. С. Карелина был обозначен залив Канкрина в Каспийском море, но название не прижилось[41].
- Немецкий учёный на русской службе Ледебур посвятил Е. Ф. Канкрину свой монументальный труд по флоре России «Flora Rossica», который был осуществлён на личные средства министра финансов.
- Густав Розе назвал в 1839 году в честь Е. Ф. Канкрина найденный на Урале минерал канкринит[42].
- Памятник (бронзовый бюст) перед учебным зданием Лисинского лесного колледжа в посёлке Лисино-Корпус. Установлен в 1997 году, скульптор Н. Анциферов. Первый памятник Е. Ф. Канкрину в посёлке Лисино-Корпус был установлен в 1836 году, но в советское время был утрачен.
- Памятник (бронзовый бюст), скульптор Е. М. Кац. Установлен на кронштейне фигурного профиля у парадного входа в Санкт-Петербургский государственный университет технологии и дизайна (Большая Морская улица, дом 18). Открыт 24 ноября 2003 года.
- Памятник в Егорьевском Новосибирской области. Установлен в 2022 году[43].

## Адрес в Санкт-Петербурге
- Набережная Кутузова, 6.